# Distrito de Ath
El Distrito de Ath (en francés: Arrondissement d'Ath; en neerlandés: Arrondissement Aat) es uno de los siete distritos administrativos de la Provincia de Henao, Bélgica. Dos de sus municipios, Brugelette y Chièvres, pertenecen al distrito judicial de Mons, mientras que el resto de municipios depende judicialmente del distrito de Tournai.

## Lista de municipios
- Ath
- Belœil
- Bernissart
- Brugelette
- Chièvres
- Ellezelles
- Flobecq
- Frasnes-lez-Anvaing

- Datos: Q94069